# إريك فيشاوس

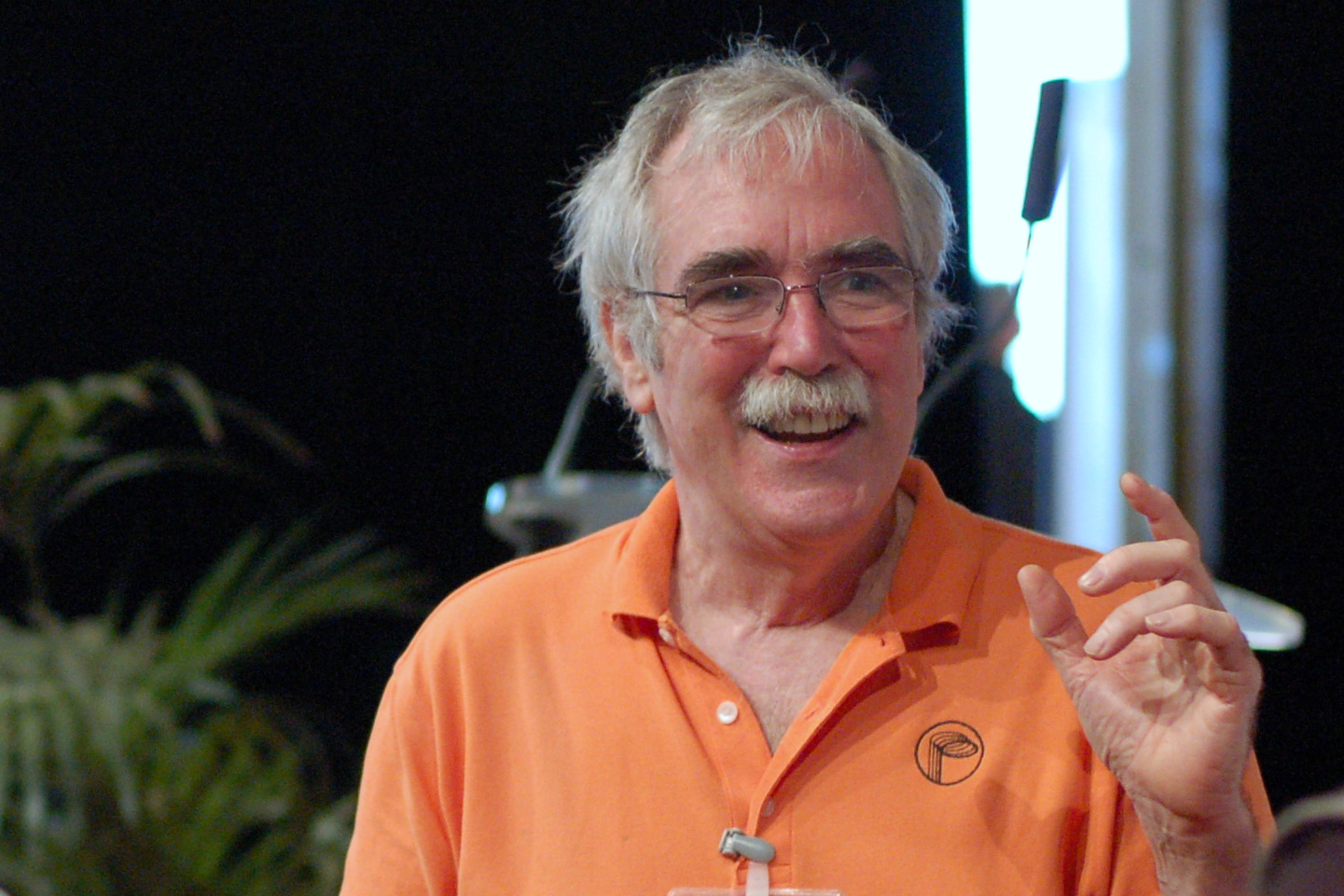
إريك فيشاوس عام 2011

إريك فيشاوس (بالإنجليزية: Eric F. Wieschaus)‏ ـ (ولد في 8 يونيو 1947) هو عالم أمريكي متخصص في علم الأحياء النمائي، حصل على جائزة نوبل في الطب سنة 1995 بالمشاركة مع مواطنه إدوارد لويس والألمانية الغربية كرستيانه نوسلاين فولهارد.

## مولده ودراسته الأولى
ولد فيشاوس في مدينة ساوث بند بولاية إنديانا الأمريكية، والتحق بمدرسة جون كارول الثانوية الكاثوليكية في برمنغهام بولاية ألاباما، ثم جامعة نوتردام بمدينة ساوث بند، ليحصل منها على درجة البكالوريوس في العلوم (تخصص علم الأحياء)، ثم جامعة ييل ليحصل منها على درجة الدكتوراه في التخصص ذاته.

## عمله العلمي
وفي سنة 1978 بدأ فيشاوس عمله الأول في المختبر الأوروبي لعلم الأحياء الجزيئي في هايدلبرغ بألمانيا، ثم انتقل من هايدلبرغ إلى جامعة برنستون الأمريكية سنة 1981. كما عمل فيشاوس بالتدريس في برنامج علم الوراثة والجينوميات بجامعة ديوك. وشغل كرسي أستاذية سكويب لعلم الأحياء الجزيئي في جامعة برنستون، وأستاذاً مشاركاً للكيمياء الحيوية في مدرسة روبرت وود جونسون الطبية التابعة لجامعة الطب وطب الأسنان في نيو جيرسي.

## أبحاثه
تركز الكثير من الاهتمامات البحثية لفيشاوس على التكون الجنيني في ذبابة الفاكهة (الدروسوفيلا ميلانوغاستر)، كما أجرى فيشاوس أبحاثاً قام فيها بإحداث كافة الطفرات الوراثية الممكنة على كل صبغي على حدة لدراسة آثارها المميتة على الأجنة.

## حصوله على جائزة نوبل
في سنة 1995 حصل فيشاوس على جائزة نوبل في الطب بالمشاركة مع مواطنه إدوارد لويس والألمانية الغربية كرستيانه نوسلاين فولهارد، تقديراً لأبحاثهم التي ساهمت في الكشف عن التحكم الجيني في التطور الجنيني.

## أسرته
فيشاوس متزوج من عالمة البيولوجيا الجزيئية غيرترود شوباخ، التي تشغل أيضاً منصب الأستاذية في قسم علم الأحياء الجزيئي بجامعة برنستون، ولهما ثلاث بنات.